# Rénium-heptoxid
A rénium-heptoxid szervetlen vegyület, képlete Re2O7. Sárga szilárd anyag, a HOReO3 anhidridje. A perréniumsav (Re2O7·2H2O) szorosan kapcsolódik hozzá. Számos réniumvegyület előállítható belőle, és ez az érc pörkölésekor keletkező illékony frakció.

## Szerkezet
A szilárd Re2O7 váltakozó oktaéderes és tetraéderes Re központokból áll. Hevítéskor a polimer molekuláris Re2O7-dá bomlik. Ez az anyag hasonlít a mangán-heptoxidra, és két közös csúcsú ReO4 tetraéderből áll, vagyis szerkezete O3Re–O–ReO3.

## Szintézise, reakciói
A rénium-heptoxid rénium, rénium-oxidok vagy -szulfidok levegőn 500-700 °C-on történő oxidációjakor keletkezik.
A Re2O7 vízben reagál, perréniumsavat adva.
A Re2O7 hevítése rénium-dioxidot eredményez, melyet a sötétkék szín is jelez:
{\displaystyle {\ce {2 Re2O7 -> 4 ReO2 + 3 O2}}}
Ón-tetrametillel oxidációs reakciók katalizátorává, metilrénium-trioxiddá alakul:
{\displaystyle {\ce {Re2O7 +2 Sn(CH3)4 -> CH3ReO3 +(CH3)3SnOReO3}}}
Egy hasonló reakcióban hexametil-disziloxánnal reagál sziloxidot eredményezve:
{\displaystyle {\ce {Re2O7 +2 O(Si(CH3)3)2 ->2 (CH3)3SiOReO3}}}

## Használata

### Hidrogénezéshez
A rénium-heptoxidot etenolízis, karbonil- és amidredukció katalízisére használják.

## Fordítás
Ez a szócikk részben vagy egészben  a   Rhenium(VII) oxide című angol Wikipédia-szócikk ezen változatának fordításán alapul.  Az eredeti cikk szerkesztőit annak laptörténete sorolja fel. Ez a jelzés csupán a megfogalmazás eredetét és a szerzői jogokat jelzi, nem szolgál a cikkben szereplő információk forrásmegjelöléseként.